# Chetek
Chetek és una població dels Estats Units a l'estat de Wisconsin. Segons el cens del 2000 tenia 2.180 habitants.

## Demografia
Segons el cens del 2000, Chetek tenia 2.180 habitants, 939 habitatges, i 568 famílies. La densitat de població era de 358,2 habitants per km².
Dels 939 habitatges en un 25% hi vivien nens de menys de 18 anys, en un 47,9% hi vivien parelles casades, en un 8,7% dones solteres, i en un 39,5% no eren unitats familiars. En el 34,9% dels habitatges hi vivien persones soles el 20,4% de les quals corresponia a persones de 65 anys o més que vivien soles. El nombre mitjà de persones vivint en cada habitatge era de 2,21 i el nombre mitjà de persones que vivien en cada família era de 2,81.
Per edats la població es repartia de la següent manera: un 22,2% tenia menys de 18 anys, un 7,2% entre 18 i 24, un 24,3% entre 25 i 44, un 20,8% de 45 a 60 i un 25,6% 65 anys o més.
L'edat mediana era de 43 anys. Per cada 100 dones de 18 o més anys hi havia 88,6 homes.
La renda mediana per habitatge era de 31.270 $ i la renda mediana per família de 40.114 $. Els homes tenien una renda mediana de 28.375 $ mentre que les dones 18.906 $. La renda per capita de la població era de 17.922 $. Aproximadament el 9% de les famílies i el 12,4% de la població estaven per davall del llindar de pobresa.

## Poblacions més properes
El següent diagrama mostra les poblacions més properes.